# Aowin Municipal District
Koordinaten: 5° 46′ N, 2° 45′ W
Der Aowin Municipal District ist der größte der neun Distrikte der Western North Region des Staates Ghana. Er grenzt im Westen an den Nachbarstaat Elfenbeinküste. Der waldreiche Distrikt liegt in der Zone des tropischen Regenwaldes. Große Teile des Regenwaldes von Aowin sind Schutzgebiete.
Die größten Flüsse sind der Tano, der die östliche und südliche Grenze des Distriktes bildet, sowie dessen Nebenflüsse Boin und Dosowe. Die Nationalstraße 12 führt auf der Strecke von Elubo nach Sunyani von Süd nach Nord durch Aowin.